# Saltah

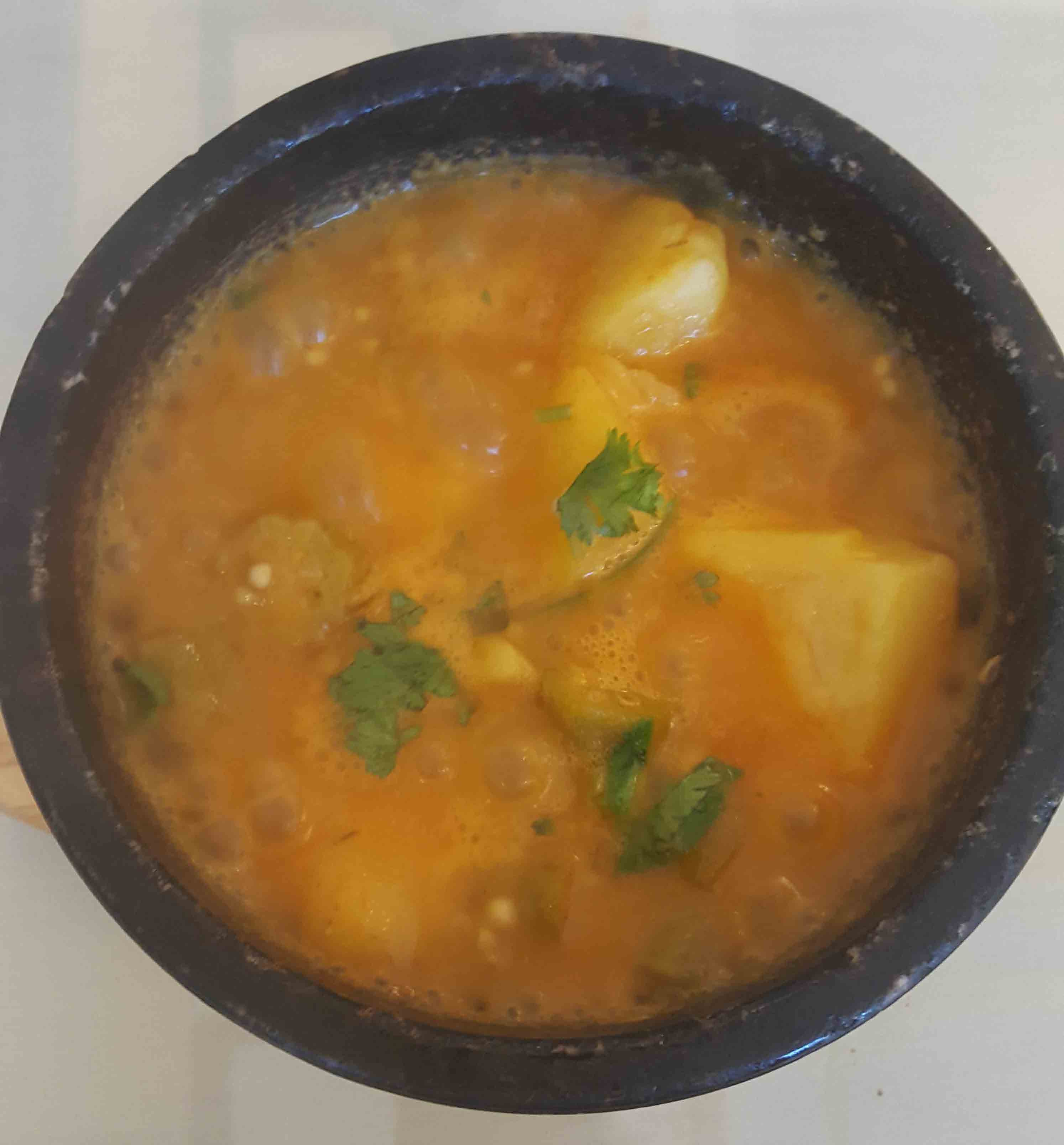
IMAGEN SOBRE PLATO SALTAH

El saltah (en árabe: سلتة‎) es uno de los platos más populares de la cocina yemení y es uno de los más apreciados como almuerzo. Se elabora a base de carne de cordero, pollo, o vaca; es un estofado que se acompaña de otros ingredientes como arroz, huevo revuelto, patatas, hulbah (una salsa elaborada con fenogreco), fríjoles, carne picada y una salsa denominada sahawqa. Se suele comer con un pan plano denominado malooga.
Se tiene la creencia de que el saltah es originario de Saná y su historia se retrocede a cientos de años atrás cuando fue introducido por los otomanos de Yemen en ese tiempo. Sin embargo las inclusiones de ingredientes yemeníes hacen al saltah su cocina nacional hoy en día.